# Igreja velha de Trönö
A Igreja Velha de Trönö - em sueco Trönö gamla kyrka - é uma velha igreja localizada a 15 km da cidade sueca de Söderhamn, na província histórica da Hälsingland. Com uma origem que remonta ao século XII, é considerada a igreja medieval melhor conservada da Norlândia. Deixou de ser local ativo de culto em 1895, quando foi inaugurada a nova Igreja de Trönö (Trönö nya kyrka), continuando porém a ser cuidadosamente restaurada.